# Oscaruddelingen 1958
Oscaruddelingen 1958 var den 30. oscaruddeling, hvor de bedste film fra 1957 blev hædret af Academy of Motion Picture Arts and Sciences. Uddelingen blev afholdt 26. marts på RKO Pantages Theatre i Los Angeles, USA. Uddelingen blev sendt direkte på TV af NBC. 

## Priser
| Bedste Film | Bedste Instruktør |
| --- | --- |
| - Broen over floden Kwai - Sayonara... farlig kærlighed - Når man er ung - Anklagerens vidne - Tolv vrede mænd | - David Lean – Broen over floden Kwai - Sidney Lumet – Tolv vrede mænd - Billy Wilder – Anklagerens vidne - Joshua Logan – Sayonara... farlig kærlighed - Mark Robson – Når man er ung |
| Bedste Mandlige Hovedrolle | Bedste Kvindelige Hovedrolle |
| - Alec Guinness – Broen over floden Kwai - Marlon Brando – Sayonara... farlig kærlighed - Anthony Quinn – Vild er vinden - Anthony Franciosa – Narkomanen - Charles Laughton – Anklagerens vidne | - Joanne Woodward – Evas tre ansigter - Deborah Kerr – Nonnen og marineren - Lana Turner – Når man er ung - Anna Magnani – Vild er vinden - Elizabeth Taylor – Det gyldne træ |
| Bedste Mandlige Birolle | Bedste Kvindelige Birolle |
| - Red Buttons – Sayonara... farlig kærlighed - Sessue Hayakawa – Broen over floden Kwai - Russ Tamblyn – Når man er ung - Vittorio De Sica – Farvel til våbnene - Arthur Kennedy – Når man er ung | - Miyoshi Umeki – Sayonara... farlig kærlighed - Hope Lange – Når man er ung - Carolyn Jones – Mens bruden venter - Diane Varsi – Når man er ung - Elsa Lanchester – Anklagerens vidne |
| Bedste Originale Manuskript | Bedste Filmatisering |
| - Min kone er på krigsstien – George Wells - Dagdriverne – Federico Fellini, Tullio Pinelli og Ennio Flaiano - Funny Face - forelsket i Paris – Leonard Gershe - Manden med de 1000 ansigter – Ralph Wheelwright, R. Wright Campbell, Ivan Goff og Ben Roberts - Sheriffens stjerne – Barney Slater, Joel Kane og Dudley Nichols                                                           | - Broen over floden Kwai – Michael Wilson, Carl Foreman og Pierre Boulle - Tolv vrede mænd – Reginald Rose - Når man er ung – John Michael Hayes - Sayonara... farlig kærlighed – Paul Osborn - Nonnen og marineren – John Lee Mahin og John Huston |
| Bedste Udenlandske Film | Bedste Dokumentar |
| - Gadepigen Cabiria ( Italien) - Mother India ( Indien) - Djævelen kom om natten ( Tyskland) - Ni liv ( Norge) - Porte des Lilas ( Frankrig) | - Albert Schweitzer - On the Bowery - Torero! |
| Bedste Kortfilm | Bedste Korte Animationsfilm |
| - The Wetback Hound - A Chairy Tale - City of Gold - Foothold on Antarctica - Portugal | - Birds Anonymous - One Droopy Knight - Tabasco Road - Trees and Jamaica Daddy - The Truth About Mother Goose |
| Bedste Musik | Bedste Sang |
| - Broen over floden Kwai – Malcolm Arnold - Romantik om bord – Hugo Friedhofer - Pigen og statuen – Hugo Friedhofer - Perri – Paul J. Smith - Det gyldne træ – Johnny Green | - "All the Way" fra I natklubbens rampelys – Musik af Jimmy Van Heusen; Tekst af Sammy Cahn - "An Affair to Remember" fra Romantik om bord – Musik af Harry Warren; Tekst af Leo McCarey og Harold Adamson - "April Love" fra Kærlighed i april – Musik af Sammy Fain; Tekst af Paul Francis Webster - "Wild Is the Wind" from Vild er vinden – Musik af Dimitri Tiomkin; Tekst af Ned Washington - "Tammy" fra Tammy - bare 18 år – Musik og Tekst af Ray Evans og Johnny Livingston |
| Bedste Lydoptagelse | Bedste Kostumer |
| - Sayonara... farlig kærlighed – George Groves, Warner Bros. Studio Sound Department - Sheriffen fra Dodge City – George Dutton, Paramount Studio Sound Department - Les Girls – Wesley C. Miller, MGM Studio Sound Department - Anklagerens vidne – Gordon E. Sawyer, Samuel Goldwyn Studio Sound Department - Pal Joey – John P. Livadary, Columbia Studio Sound Department              | - Les Girls – Orry-Kelly - Kærlighed om bord – Charles LeMaire - Funny Face - forelsket i Paris – Edith Head og Hubert de Givenchy - Pal Joey – Jean Louis - Det gyldne træ – Walter Plunkett |
| Bedste Scenografi | Bedste Fotografering |
| - Sayonara... farlig kærlighed – Ted Haworth og Robert Priestley - Funny Face - forelsket i paris – Hal Pereira, George W. Davis, Sam Comer og Ray Moyer - Det gyldne træ – William A. Horning, Urie McCleary, Edwin B. Willis og Hugh Hunt - Les Girls – William A. Horning, Gene Allen, Edwin B. Willis og Richard Pefferle - Pal Joey – Walter Holscher, William Kiernan og Louis Diage | - Broen over floden Kwai – Jack Hildyard - Når man er ung – William C. Mellor - Funny Face - forelsket i Paris – Ray June - Kærlighed om bord – Milton Krasner - Sayonara... farlig kærlighed – Ellsworth Fredericks |
| Bedste Klipning | Bedste Visuelle Effekter |
| - Broen over floden Kwai – Peter Taylor - Sayonara... farlig kærlighed – Arthur P. Schmidt og Philip W. Anderson - Pal Joey – Viola Lawrence og Jerome Thoms - Anklagerens vidne – Daniel Mandell - Sheriffen fra Dodge City – Warren Low | - Fjenden under havet – Walter Rossi - Sejren over Atlanten – Louis Lichtenfield |

### Ærespriser
- Charles Brackett
- B. B. Kahane
- Gilbert M. "Broncho Billy" Anderson
- the Society of Motion Picture and Television Engineers

### Jean Hersholt Humanitarian Award
- Samuel Goldwyn